# El Capulín, Xalatlaco
El Capulín är en ort i Mexiko.   Den ligger i kommunen Xalatlaco och delstaten Mexiko, i den sydöstra delen av landet, 40 km sydväst om huvudstaden Mexico City. El Capulín ligger 3 077 meter över havet och antalet invånare är 202.
Terrängen runt El Capulín är kuperad. Runt El Capulín är det tätbefolkat, med 636 invånare per kvadratkilometer. Närmaste större samhälle är Capulhuac, 19,2 km väster om El Capulín. I omgivningarna runt El Capulín växer i huvudsak blandskog.